# Джалийл Уайт
Джалийл Уайт (на английски: Jaleel White) (роден на 27 ноември 1976 г.) е американски актьор. Известен е с ролята си на Стивън Ъркъл в ситкома „Семейни въпроси“ (1989 – 1998).

## Личен живот
Уайт има дъщеря, родена през 2009 г.